# Basil Gordon
Basil Gordon (* 23. Dezember 1931 in Baltimore; † 12. Januar 2012) war ein US-amerikanischer Mathematiker und Hochschullehrer an der University of California, Los Angeles (UCLA).
Gordon studierte Mathematik und Physik am Baltimore Polytechnic Institute und an der Johns Hopkins University mit dem Bachelor-Abschluss 1953. Er wurde 1956 bei Tom Apostol am Caltech in Mathematik promoviert (Some Tauberian Theorems Connected with the Prime Number Theorem).  Danach diente er in der US Army, wo er an der Bahnbestimmung des ersten US-amerikanischen Satelliten Explorer 1 mitwirkte. Ab 1959 war er an der UCLA, wo er bis zur Emeritierung 1993 Professor war. 1962 wurde er Sloan Research Fellow.
Er befasste sich mit Algebra, Zahlentheorie, Kombinatorik und Gruppentheorie. Unter anderem befasste er sich mit Verallgemeinerungen der Rogers-Ramanujan-Identitäten (Göllnitz-Gordon-Identitäten, zusätzlich nach Heinz Göllnitz benannt).
Von ihm stammt auch das bis heute ungelöste Gaussian Moat Problem (1962) : ist es möglich eine unendliche Folge von Gaußschen Primzahlen (Primzahlen im Ring der Gaußschen Zahlen) anzugeben, so dass der Abstand aufeinanderfolgender Primzahlen beschränkt ist ? Dies ist bei den gewöhnlichen Primzahlen nicht der Fall, da es dort beliebig große Lücken zwischen Primzahlen gibt (man betrachte für beliebige n die Folge {\displaystyle n!,n!+2,n!+3,...,n!+n}, eine Folge von (n-1) zusammengesetzten Zahlen).
1970 bis 2002 war er Managing Editor des Journal of Combinatorial Theory. Er war auch Herausgeber des Pacific Journal of Mathematics und Gründungsherausgeber des Ramanujan Journal.
Zu seinen Doktoranden gehören Robert Guralnick und Ken Ono.